# ناوچه سوخوتای
ناوچه سوخوتای یا اچ‌تی‌ام‌اس سوخوتای (FS-442) (تایلندی: เรือหลวงสุโขทัย) یک ناوچه سلطنتی از ناوگان تایلندی راتاناکوسین متعلق به نیروی دریایی سلطنتی تایلند بود. نام این کشتی برگرفته از پادشاهی سوخوتای است که به‌طور سنتی به عنوان نخستین پادشاهی تایلندی در امتداد رود چائو پرایا در نظر گرفته می‌شود.
در ۱۸ دسامبر ۲۰۲۲ در خلیج تایلند بادهای شدید و امواج قوی باعث شد که آب دریا به داخل کشتی جنگی جاری شود. این آب‌گیری باعث اتصال کوتاه الکتریکی و در پی آن خرابی و از کار افتادن پمپ‌ها شد. سوخوتای به آب‌گیری ادامه داد تا اینکه در نهایت یک شبه در دریا غرق شد. شش روز پس از غرق شدن، نیروی دریایی سلطنتی تایلند ۷۶ ملوان را نجات داد و یازده مرد را پیدا کرد که شش نفر از آنها شناسایی شده‌اند. ۱۸ نفر از ۱۰۵ خدمه در لیست ناپدیدشدگان هستند.

## ساخت و ساز
سوکوتای یک کوروت کلاس راتاناکوسین بود. این کشتی که در ۹ می ۱۹۸۳ برای نیروی دریایی سلطنتی تایلند سفارش داده شد، توسط شرکت قایق سازی تاکوما در تاکوما، واشینگتن، ایالات متحده، در ۲۶ مارس ۱۹۸۴ ساخته و آماده شد.. ناوهای کلاس راتاناکوسین، که دو فروند از آن‌ها بود، ۷۶٫۸ متر (۲۵۲ فوت ۰ اینچ) طول، ۹٫۶ متر (۳۱ فوت ۶ اینچ) عرض، و با جابجایی ۹۶۰ تن در بار کامل داشتند. این کلاس دارای ویژگی‌های مشترک با ناوگان دریایی کلاس بدر است. این کشتی از دو موتور دیزلی بهره می‌برد که دارای دو شفت پروانه بودند که حداکثر سرعت ۲۶ گره (۴۸ کیلومتر در ساعت؛ ۳۰ مایل در ساعت) و برد ۳۰۰۰ مایل دریایی (۵۶۰۰ کیلومتر؛ ۳۵۰۰ مایل) در ۱۶ گره (۳۰ کیلومتر در ساعت) را فراهم می‌کرد. خدمه خدمه ۸۷ نفر بودند که ۱۵ نفر از آنها افسر بودند، به علاوه یک گروه مورد انتظار از کارکنان افسر پرچم. سوخوتای در ۲۰ ژوئیه ۱۹۸۶ راه‌اندازی شد. این کشتی آخرین کشتی بزرگی بود که در تاکوما Boatbuilding's Yard 1 در آبراه Hylebos تکمیل شد.